# 1795年の相撲
1795年の相撲（1795ねんのすもう）は、1795年の相撲関係のできごとについて述べる。

## できごと
2月27日（旧1月9日）、角界の第一人者であった谷風梶之助が御猪狩風（インフルエンザ）で病没。小野川喜三郎の一人横綱となる。

## 興行
- 3月場所（江戸相撲）[2]
  - 興行場所:本所回向院
  - 5月8日（旧3月20日）より晴天10日間興行
    - 雨天続きのため、5日目で興行を打ち切り。
- 8月場所（大坂相撲）[3]
  - 興行場所:難波新地
  - 9月24日（旧8月12日）より興行
- 11月場所（江戸相撲）[4]
  - 興行場所:蔵前八幡宮境内
  - 12月30日（旧11月20日）より晴天10日間興行